# Frank Robinson (jugador d'hoquei)
Frank Robinson   (Rathdrum, 30 de març de 1886 - Saint Brelade, 5 de novembre de 1949) Frank Lubbock Robinson va ser un jugador d'hoquei sobre herba britànic que va competir a principis del segle xx.
El 1908 va prendre part en els Jocs Olímpics de Londres, on va guanyar la medalla de plata en la competició d'hoquei sobre herbal, com a membre de l'equip irlandès.